# East Brewton
East Brewton ist ein Ort im Escambia County, Alabama, USA. Die Gesamtfläche des Ortes beträgt 9,1 km², 2020 lebten dort 2293 Menschen.

## Demographie
Bei der Volkszählung aus dem Jahr 2000 hatte East Brewton 2496 Einwohner, die sich auf 1043 Haushalte und 688 Familien verteilten. Die Bevölkerungsdichte betrug somit 275,3 Einwohner/km². 80,29 % der Bevölkerung waren weiß, 17,07 % afroamerikanisch. In 31,6 % der Haushalte lebten Kinder unter 18 Jahren. Das Durchschnittseinkommen betrug 23125 Dollar pro Haushalt, wobei 23,9 % der Bevölkerung unterhalb der Armutsgrenze lebten.